# Charles Derbaix
Charles Nicolas Joseph Marie Antoine Derbaix (Binche, 10 februari 1885 - Solre-le-Château, Frankrijk, 15 september 1960) was een Belgisch volksvertegenwoordiger, senator en burgemeester.

## Levensloop
Derbaix was een neef van burgemeester Eugène Derbaix.
Hij promoveerde tot doctor in de rechten (1907) aan de Katholieke Universiteit Leuven. Hij werd advocaat (1908-1918) en notaris in Binche (1919-1946 en 1956-1960). Hij trouwde met Germaine Levie, dochter van een chocoladefabrikant.
In 1921 verkozen tot gemeenteraadslid van Binche, werd hij onmiddellijk burgemeester, in opvolging van zijn oom. 
Hij werd in 1935 verkozen tot katholiek volksvertegenwoordiger voor het arrondissement Thuin en vervulde dit ambt tot in 1936. Hij werd opnieuw verkozen voor de legislatuur 1936-1939.
In 1946 werd hij verkozen tot PSC-senator voor het arrondissement Charleroi-Thuin en behield dit mandaat tot aan zijn dood. Van 1954 tot 1960 was hij secretaris van de Senaat.
Als notaris werd hij opgevolgd door Leopold Derbaix (1910-1968), die gemeenteraadslid van Binche werd en getrouwd was met Elisabeth De Vuyst. Die zijn dochter, Monique Derbaix (°1939), was schepen van Binche.
De stad Binche heeft kasteel en park van de familie Derbaix aangekocht. Het kasteel werd gesloopt, het park is publiek geworden en kreeg in 2005 de naam Parc Charles Derbaix.